# Новое Семенкино
Но́вое Семёнкино (чув. Ҫӗнӗ Ҫимел) — село в Клявлинском районе Самарской области в составе сельского поселения Старое Семенкино.

## География
Находится на расстоянии примерно 11 километров по прямой на восток-юго-восток от районного центра железнодорожной станции Клявлино.

## История
Село (изначально деревня) образовалось в 1802 году выделением из деревни Старое Семенкино. 

## Население
Постоянное население составляло 347 человек (чуваши 92%) в 2002 году, 281 в 2010 году.